# Liste des chapelles des Hautes-Pyrénées
La liste des chapelles des Hautes-Pyrénées présente les chapelles situées sur le territoire des communes du département français des Hautes-Pyrénées. Il est fait état des diverses protections dont elles peuvent bénéficier, et notamment les inscriptions et classements au titre des monuments historiques.
Toutes sont situées dans le diocèse de Tarbes et Lourdes.

## Liste
| A - B - C - E - F - G - H -I - J - L - M - N - O - P - R - S - T - U - V |

| Nom de la Chapelle                                    | Commune                      | Coordonnées                        | Notice         | Protection | Année     | Illustration                                          |
| ----------------------------------------------------- | ---------------------------- | ---------------------------------- | -------------- | ---------- | --------- | ----------------------------------------------------- |
| A                                                     |                              |                                    |                |            |           |                                                       |
| Chapelle Notre-Dame du Rosaire d'Adé                  | Adé                          | 43° 08′ 30″ nord, 0° 01′ 36″ ouest |                |            |           | Chapelle Notre-Dame du Rosaire d'Adé                  |
| Chapelle Saint-Éloi d'Adervielle                      | Adervielle-Pouchergues       | 42° 49′ 06″ nord, 0° 24′ 18″ est   |                |            |           | Chapelle Saint-Éloi d'Adervielle                      |
| Chapelle de Notre-Dame-de-Lers d'Anla                 | Anla                         | 43° 00′ 06″ nord, 0° 34′ 51″ est   |                |            |           | Chapelle de Notre-Dame-de-Lers d'Anla                 |
| Chapelle Notre-Dame de Meyabat                        | Aragnouet                    | 42° 47′ 14″ nord, 0° 15′ 19″ est   |                |            |           | Chapelle Notre-Dame de Meyabat                        |
| Chapelle Notre-Dame-de-l'Assomption-du-Plan           | Aragnouet                    | 42° 46′ 51″ nord, 0° 11′ 42″ est   | « PA00095312 » | Classé     | 1939 1952 | Chapelle Notre-Dame-de-l'Assomption-du-Plan           |
| Chapelle Lavoir du Plan                               | Aragnouet                    | 42° 46′ 52″ nord, 0° 11′ 32″ est   |                |            |           | Chapelle Lavoir du Plan                               |
| Chapelle Saint-Pierre-aux-Liens de Fabian             | Aragnouet                    | 42° 47′ 20″ nord, 0° 13′ 51″ est   |                |            |           | Chapelle Saint-Pierre-aux-Liens de Fabian             |
| Chapelle Saint-Laurent d'Arreau                       | Arreau                       | 42° 54′ 21″ nord, 0° 21′ 42″ est   |                |            |           | Image manquante Téléverser                            |
| Chapelle Notre-Dame-du-Bon-Rencontre d'Arreau         | Arreau                       | 42° 54′ 25″ nord, 0° 21′ 26″ est   |                |            |           | Chapelle Notre-Dame-du-Bon-Rencontre d'Arreau         |
| Chapelle Saint-Michel de Garian                       | Arreau                       | 42° 54′ 13″ nord, 0° 21′ 19″ est   |                |            |           | Chapelle Saint-Michel de Garian                       |
| Chapelle Notre-Dame de Pouey-Laün                     | Arrens-Marsous               | 42° 57′ 02″ nord, 0° 13′ 03″ ouest | « PA00095323 » | Classé     | 1954      | Chapelle Notre-Dame de Pouey-Laün                     |
| Chapelle Saint-Roch d'Arrens                          | Arrens-Marsous               | 42° 57′ 03″ nord, 0° 13′ 01″ ouest |                |            |           | Chapelle Saint-Roch d'Arrens                          |
| Notre-Dame de Médoux                                  | Asté                         | 42° 57′ 59″ nord, 0° 10′ 53″ ouest |                |            |           | Image manquante Téléverser                            |
| Chapelle Saint-Roch d'Asté                            | Asté                         | 43° 02′ 22″ nord, 0° 10′ 08″ est   |                |            |           | Chapelle Saint-Roch d'Asté                            |
| Chapelle Notre-Dame d'Aucun                           | Aucun                        | 42° 57′ 59″ nord, 0° 10′ 53″ ouest |                |            |           | Image manquante Téléverser                            |
| Chapelle d'Avezac                                     | Avezac-Prat-Lahitte          | 43° 04′ 02″ nord, 0° 20′ 12″ est   |                |            |           | Chapelle d'Avezac                                     |
| Chapelle Saint-Roch d'Azereix                         | Azereix                      | 43° 12′ 42″ nord, 0° 00′ 54″ ouest |                |            |           | Chapelle Saint-Roch d'Azereix                         |
| Chapelle Sainte-Marie-Madeleine d'Ayzac-Ost           | Ayzac-Ost                    | 43° 01′ 13″ nord, 0° 05′ 54″ ouest |                |            |           | Chapelle Sainte-Marie-Madeleine d'Ayzac-Ost           |
| Nom de la Chapelle                                    | Commune                      | Coordonnées                        | Notice         | Protection | Année     | Illustration                                          |
| B                                                     |                              |                                    |                |            |           |                                                       |
| Chapelle Notre-Dame-des-Lacs de Lesponne              | Bagnères-de-Bigorre          | 42° 57′ 41″ nord, 0° 05′ 16″ est   |                |            |           | Chapelle Notre-Dame-des-Lacs de Lesponne              |
| Chapelle Notre-Dame de La Mongie                      | Bagnères-de-Bigorre          | 42° 54′ 37″ nord, 0° 10′ 38″ est   |                |            |           | Chapelle Notre-Dame de La Mongie                      |
| Chapelle Notre-Dame de Piétat                         | Barbazan-Debat               | 43° 12′ 03″ nord, 0° 07′ 51″ est   |                |            |           | Chapelle Notre-Dame de Piétat                         |
| Chapelle Saint-Barthélémy de Mour                     | La Barthe-de-Neste           | 43° 04′ 16″ nord, 0° 23′ 31″ est   |                |            |           | Chapelle Saint-Barthélémy de Mour                     |
| Chapelle Saint-Michel de Bazus-Aure                   | Bazus-Aure                   | 42° 51′ 25″ nord, 0° 21′ 19″ est   |                |            |           | Chapelle Saint-Michel de Bazus-Aure                   |
| Chapelle du Bédouret de Beaucens                      | Beaucens                     | 42° 57′ 57″ nord, 0° 03′ 04″ ouest |                |            |           | Image manquante Téléverser                            |
| Chapelle de l'Arrêt                                   | Bernac-Dessus                | 43° 08′ 50″ nord, 0° 08′ 41″ est   |                |            |           | Chapelle de l'Arrêt                                   |
| Chapelle de Beyrède                                   | Beyrède-Jumet-Camous         | 42° 57′ 34″ nord, 0° 22′ 34″ est   |                |            |           | Chapelle de Beyrède                                   |
| Chapelle Saint-Brice de Betbèze                       | Betbèze                      | 43° 17′ 53″ nord, 0° 33′ 00″ est   | « PA00095348 » | Inscrit    | 1977      | Image manquante Téléverser                            |
| Chapelle Saint-Roch de Bulan                          | Bulan                        | 43° 02′ 16″ nord, 0° 16′ 18″ est   |                |            |           | Chapelle Saint-Roch de Bulan                          |
| C                                                     |                              |                                    |                |            |           |                                                       |
| Chapelle Notre-Dame de Pène-Tailhade                  | Cadéac                       | 42° 53′ 19″ nord, 0° 20′ 55″ est   | « PA00095356 » | Inscrit    | 1971      | Chapelle Notre-Dame de Pène-Tailhade                  |
| Chapelle Notre-Dame de Bacarisse                      | Cadéac                       | 42° 53′ 28″ nord, 0° 21′ 21″ est   |                |            |           | Chapelle Notre-Dame de Bacarisse                      |
| Chapelle Notre-Dame de Pitié de Cadeilhan             | Cadeilhan-Trachère           | 42° 49′ 02″ nord, 0° 18′ 54″ est   |                |            |           | Chapelle Notre-Dame de Pitié de Cadeilhan             |
| Chapelle Saint-Joseph de Campan                       | Campan                       | 42° 59′ 29″ nord, 0° 13′ 29″ est   |                |            |           | Chapelle Saint-Joseph de Campan                       |
| Chapelle Saint-Roch de Campan                         | Campan                       | 43° 00′ 15″ nord, 0° 11′ 27″ est   |                |            |           | Chapelle Saint-Roch de Campan                         |
| Chapelle Saint-Roch de Sainte-Marie de Campan         | Campan                       | 42° 59′ 00″ nord, 0° 13′ 50″ est   |                |            |           | Chapelle Saint-Roch de Sainte-Marie de Campan         |
| Chapelle Saint-Michel de Gripp                        | Campan                       | 42° 57′ 02″ nord, 0° 13′ 33″ est   |                |            |           | Chapelle Saint-Michel de Gripp                        |
| Chapelle de l'Espiadet de Payolle                     | Campan                       | 42° 56′ 40″ nord, 0° 17′ 18″ est   |                |            |           | Chapelle de l'Espiadet de Payolle                     |
| Chapelle du Marcadau                                  | Cauterets                    | 42° 49′ 14″ nord, 0° 11′ 46″ ouest |                |            |           | Chapelle du Marcadau                                  |
| Chapelle de Cauterets                                 | Cauterets                    | 42° 53′ 44″ nord, 0° 06′ 36″ ouest |                |            |           | Image manquante Téléverser                            |
| Chapelle Saint-Jean de Cazaux-Debat                   | Cazaux-Debat                 | 42° 53′ 11″ nord, 0° 23′ 18″ est   |                |            |           | Image manquante Téléverser                            |
| Chapelle Saint-Saturnin de Cazaux-Debat               | Cazaux-Fréchet-Anéran-Camors | 42° 50′ 28″ nord, 0° 25′ 03″ est   |                |            |           | Chapelle Saint-Saturnin de Cazaux-Debat               |
| Chapelle Saint-Eloi de Cazaux-Dessus                  | Cazaux-Fréchet-Anéran-Camors | 42° 50′ 31″ nord, 0° 25′ 16″ est   |                |            |           | Chapelle Saint-Eloi de Cazaux-Dessus                  |
| Chapelle Notre-Dame de Fréchet                        | Cazaux-Fréchet-Anéran-Camors | 42° 49′ 50″ nord, 0° 25′ 11″ est   |                |            |           | Chapelle Notre-Dame de Fréchet                        |
| Chapelle Notre-Dame-de-Roumé                          | Cieutat                      | 43° 06′ 42″ nord, 0° 12′ 38″ est   | « PA00095369 » | Inscrit    | 1956      | Chapelle Notre-Dame-de-Roumé                          |
| E                                                     |                              |                                    |                |            |           |                                                       |
| Chapelle Saint-Antoine d'Estarvielle                  | Estarvielle                  | 42° 49′ 11″ nord, 0° 25′ 01″ est   |                |            |           | Chapelle Saint-Antoine d'Estarvielle                  |
| F                                                     |                              |                                    |                |            |           |                                                       |
| Chapelle Saint Roch de Fontrailles                    | Fontrailles                  | 43° 20′ 42″ nord, 0° 20′ 53″ est   |                |            |           | Chapelle Saint Roch de Fontrailles                    |
| G                                                     |                              |                                    |                |            |           |                                                       |
| Chapelle Notre-Dame du Plan d'Ilheu                   | Gaudent                      | 42° 59′ 31″ nord, 0° 34′ 16″ est   |                |            |           | Chapelle Notre-Dame du Plan d'Ilheu                   |
| Chapelle Notre-Dame de Héas                           | Gavarnie-Gèdre               | 42° 45′ 04″ nord, 0° 05′ 14″ est   |                |            |           | Chapelle Notre-Dame de Héas                           |
| Chapelle Saint Roch de Pragnères                      | Gavarnie-Gèdre               | 42° 49′ 12″ nord, 0° 00′ 39″ est   |                |            |           | Chapelle Saint Roch de Pragnères                      |
| Chapelle Notre-Dame-des-Sept-Douleurs de Germ         | Germ                         | 42° 47′ 34″ nord, 0° 25′ 37″ est   |                |            |           | Chapelle Notre-Dame-des-Sept-Douleurs de Germ         |
| Chapelle Saint-Étienne de Gouaux                      | Gouaux                       | 42° 51′ 53″ nord, 0° 21′ 35″ est   | « PA00135707 » | Inscrit    | 1995      | Chapelle Saint-Étienne de Gouaux                      |
| Chapelle Notre-Dame de-la-Délivrance de Guchan        | Guchan                       | 42° 51′ 03″ nord, 0° 21′ 08″ est   |                |            |           | Chapelle Notre-Dame de-la-Délivrance de Guchan        |
| Chapelle Notre-Dame-du-Bouchet de Guchen              | Guchen                       | 42° 52′ 03″ nord, 0° 20′ 36″ est   |                |            |           | Chapelle Notre-Dame-du-Bouchet de Guchen              |
| Chapelle Sainte-Anne de Grust                         | Grust                        | 42° 53′ 20″ nord, 0° 01′ 53″ ouest |                |            |           | Chapelle Sainte-Anne de Grust                         |
| Chapelle de-la-Trinité de Guizerix                    | Guizerix                     | 43° 18′ 33″ nord, 0° 26′ 35″ est   |                |            |           | Chapelle de-la-Trinité de Guizerix                    |
| Nom de la Chapelle                                    | Commune                      | Coordonnées                        | Notice         | Protection | Année     | Illustration                                          |
| I                                                     |                              |                                    |                |            |           |                                                       |
| Chapelle Saint-Roch d'Ibos                            | Ibos                         | 43° 13′ 57″ nord, 0° 00′ 14″ est   |                |            |           | Chapelle Saint-Roch d'Ibos                            |
| Chapelle Sainte-Anne d'Ilhet                          | Ilhet                        | 42° 57′ 35″ nord, 0° 22′ 51″ est   |                |            |           | Chapelle Sainte-Anne d'Ilhet                          |
| Chapelle Notre-Dame-des-Barthes d'Izaux               | Izaux                        | 43° 03′ 44″ nord, 0° 22′ 43″ est   |                |            |           | Chapelle Notre-Dame-des-Barthes d'Izaux               |
| J                                                     |                              |                                    |                |            |           |                                                       |
| Chapelle Saint-Martin des Granges                     | Julos                        | 43° 07′ 13″ nord, 0° 01′ 01″ ouest |                |            |           | Chapelle Saint-Martin des Granges                     |
| Chapelle Saint-Roch de Juncalas                       | Juncalas                     | 43° 03′ 07″ nord, 0° 00′ 01″ est   |                |            |           | Chapelle Saint-Roch de Juncalas                       |
| Nom de la Chapelle                                    | Commune                      | Coordonnées                        | Notice         | Protection | Année     | Illustration                                          |
| L                                                     |                              |                                    |                |            |           |                                                       |
| Chapelle Notre-Dame-de-Piétat de Lamarque-Pontacq     | Lamarque-Pontacq             | 43° 09′ 37″ nord, 0° 07′ 04″ ouest |                |            |           | Chapelle Notre-Dame-de-Piétat de Lamarque-Pontacq     |
| Chapelle Saint-Roch de Lanne                          | Lanne                        | 43° 10′ 01″ nord, 0° 00′ 24″ est   |                |            |           | Chapelle Saint-Roch de Lanne                          |
| Chapelle des Bourtoulets de Lannemezan                | Lannemezan                   | 43° 07′ 06″ nord, 0° 23′ 16″ est   |                |            |           | Image manquante Téléverser                            |
| Chapelle de l'Hopital Demi-lune de Lannemezan         | Lannemezan                   | 43° 07′ 07″ nord, 0° 24′ 54″ est   |                |            |           | Image manquante Téléverser                            |
| Chapelle Sainte-Castère de Lau-Balagnas               | Lau-Balagnas                 | 42° 59′ 45″ nord, 0° 05′ 44″ ouest |                |            |           | Chapelle Sainte-Castère de Lau-Balagnas               |
| Chapelle Saint-Roch de Libaros                        | Libaros                      | 43° 14′ 15″ nord, 0° 22′ 56″ est   |                |            |           | Chapelle Saint-Roch de Libaros                        |
| Chapelle Notre-Dame d'Artiguelongue de Loudenvielle   | Loudenvielle                 | 42° 46′ 04″ nord, 0° 24′ 51″ est   |                |            |           | Chapelle Notre-Dame d'Artiguelongue de Loudenvielle   |
| Chapelle des Loups de Loudenvielle                    | Loudenvielle                 | 42° 47′ 48″ nord, 0° 24′ 33″ est   |                |            |           | Chapelle des Loups de Loudenvielle                    |
| Chapelle Sainte-Madeleine de Loudervielle             | Loudervielle                 | 42° 48′ 25″ nord, 0° 25′ 02″ est   |                |            |           | Chapelle Sainte-Madeleine de Loudervielle             |
| Chapelle Saint-Roch de Betmont                        | Luby-Betmont                 | 43° 17′ 19″ nord, 0° 17′ 28″ est   |                |            |           | Chapelle Saint-Roch de Betmont                        |
| Chapelle de Solférino de Luz-Saint-Sauveur            | Luz-Saint-Sauveur            | 42° 52′ 06″ nord, 0° 00′ 28″ est   |                |            |           | Chapelle de Solférino de Luz-Saint-Sauveur            |
| Chapelle Sainte-Barbe de Luz-Saint-Sauveur            | Luz-Saint-Sauveur            | 42° 52′ 12″ nord, 0° 00′ 11″ est   |                |            |           | Chapelle Sainte-Barbe de Luz-Saint-Sauveur            |
| Chapelle Notre-Dame-de-la-Pitié de Villenave          | Luz-Saint-Sauveur            | 42° 52′ 10″ nord, 0° 00′ 11″ est   |                |            |           | Chapelle Notre-Dame-de-la-Pitié de Villenave          |
| M                                                     |                              |                                    |                |            |           |                                                       |
| Chapelle de Maubourguet                               | Maubourguet                  | 43° 28′ 17″ nord, 0° 02′ 32″ est   |                |            |           | Chapelle de Maubourguet                               |
| Notre-Dame-de-Garaison                                | Monléon-Magnoac              | 43° 12′ 23″ nord, 0° 30′ 09″ est   | « PA00095399 » | Classé     | 1924 1983 | Image manquante Téléverser                            |
| Chapelle des Pénitents de Monléon-Magnoac             | Monléon-Magnoac              | 43° 14′ 59″ nord, 0° 30′ 55″ est   |                |            |           | Chapelle des Pénitents de Monléon-Magnoac             |
| Chapelle de la Pitié de Monléon-Magnoac               | Monléon-Magnoac              | 43° 15′ 24″ nord, 0° 31′ 19″ est   |                |            |           | Chapelle de la Pitié de Monléon-Magnoac               |
| Chapelle Notre-Dame de Bayet                          | Mont                         | 42° 48′ 59″ nord, 0° 25′ 54″ est   |                |            |           | Chapelle Notre-Dame de Bayet                          |
| Chapelle Notre-Dame-de-Nouillan                       | Montoussé                    | 43° 04′ 10″ nord, 0° 24′ 05″ est   |                |            |           | Chapelle Notre-Dame-de-Nouillan                       |
| N                                                     |                              |                                    |                |            |           |                                                       |
| Chapelle Haute du Calvaire du Mont-Arès               | Nestier                      | 43° 03′ 37″ nord, 0° 28′ 27″ est   |                |            |           | Chapelle Haute du Calvaire du Mont-Arès               |
| Nom de la Chapelle                                    | Commune                      | Coordonnées                        | Notice         | Protection | Année     | Illustration                                          |
| O                                                     |                              |                                    |                |            |           |                                                       |
| Chapelle Saint-Joseph d'Ossun                         | Ossun                        | 43° 11′ 15″ nord, 0° 02′ 11″ ouest |                |            |           | Chapelle Saint-Joseph d'Ossun                         |
| Chapelle Notre-Dame de Belleau                        | Ossun                        | 43° 11′ 37″ nord, 0° 01′ 39″ ouest |                |            |           | Chapelle Notre-Dame de Belleau                        |
| Chapelle Sainte-Catherine d'Ourde                     | Ourde                        | 42° 57′ 32″ nord, 0° 33′ 16″ est   |                |            |           | Image manquante Téléverser                            |
| Nom de la Chapelle                                    | Commune                      | Coordonnées                        | Notice         | Protection | Année     | Illustration                                          |
| P                                                     |                              |                                    |                |            |           |                                                       |
| Chapelle Saint-Pierre de Pierrefitte-Nestalas         | Pierrefitte-Nestalas         | 42° 57′ 35″ nord, 0° 04′ 21″ ouest |                |            |           | Chapelle Saint-Pierre de Pierrefitte-Nestalas         |
| R                                                     |                              |                                    |                |            |           |                                                       |
| Chapelle Notre-Dame des Neiges de Ris                 | Ris                          | 42° 53′ 28″ nord, 0° 23′ 32″ est   |                |            |           | Chapelle Notre-Dame des Neiges de Ris                 |
| S                                                     |                              |                                    |                |            |           |                                                       |
| Chapelle du Pla d'Adet                                | Saint-Lary-Soulan            | 42° 48′ 46″ nord, 0° 17′ 49″ est   |                |            |           | Chapelle du Pla d'Adet                                |
| Chapelle Sainte-Marie de Saint-Lary                   | Saint-Lary-Soulan            | 42° 49′ 11″ nord, 0° 19′ 23″ est   |                |            |           | Chapelle Sainte-Marie de Saint-Lary                   |
| Chapelle Saint-Marc de Saint-Pé-de-Bigorre            | Saint-Pé-de-Bigorre          | 43° 06′ 03″ nord, 0° 09′ 12″ ouest |                |            |           | Chapelle Saint-Marc de Saint-Pé-de-Bigorre            |
| Chapelle Notre-Dame de Piétat                         | Saint-Savin                  | 42° 58′ 33″ nord, 0° 05′ 08″ ouest | « PA00095414 » | Inscrit    | 1935      | Chapelle Notre-Dame de Piétat                         |
| Chapelle Saint-Julien de Saléchan                     | Saléchan                     | 42° 57′ 20″ nord, 0° 38′ 05″ est   | « PA00095418 » | Inscrit    | 1979      | Chapelle Saint-Julien de Saléchan                     |
| Chapelle Notre-Dame d'Esplantats de Sarrancolin       | Sarrancolin                  | 42° 58′ 25″ nord, 0° 22′ 33″ est   |                |            |           | Chapelle Notre-Dame d'Esplantats de Sarrancolin       |
| Nom de la Chapelle                                    | Commune                      | Coordonnées                        | Notice         | Protection | Année     | Illustration                                          |
| T                                                     |                              |                                    |                |            |           |                                                       |
| Chapelle Saint-Dominique de Tarbes                    | Tarbes                       | 43° 14′ 00″ nord, 0° 04′ 50″ est   |                |            |           | Chapelle Saint-Dominique de Tarbes                    |
| Chapelle Marie Saint-Frai de Tarbes                   | Tarbes                       | 43° 13′ 59″ nord, 0° 04′ 53″ est   |                |            |           | Chapelle Marie Saint-Frai de Tarbes                   |
| Chapelle du conservatoire de Tarbes                   | Tarbes                       | 43° 13′ 50″ nord, 0° 04′ 25″ est   |                |            |           | Chapelle du conservatoire de Tarbes                   |
| Chapelle Saint-Michel de Tarbes                       | Tarbes                       | 43° 13′ 16″ nord, 0° 03′ 55″ est   |                |            |           | Chapelle Saint-Michel de Tarbes                       |
| Chapelle Saint-Pierre de Tarbes                       | Tarbes                       | 43° 13′ 44″ nord, 0° 03′ 31″ est   |                |            |           | Chapelle Saint-Pierre de Tarbes                       |
| Chapelle Saint-Roch de Thermes-Magnoac                | Thermes-Magnoac              | 43° 17′ 46″ nord, 0° 35′ 11″ est   |                |            |           | Chapelle Saint-Roch de Thermes-Magnoac                |
| Chapelle du château du baron d'Agos de Tibiran-Jaunac | Tibiran-Jaunac               | 43° 02′ 26″ nord, 0° 33′ 38″ est   |                |            |           | Chapelle du château du baron d'Agos de Tibiran-Jaunac |
| Chapelle de Tostat                                    | Tostat                       | 43° 19′ 40″ nord, 0° 05′ 53″ est   |                |            |           | Chapelle de Tostat                                    |
| Chapelle Saint-Lizier de Tournous-Darré               | Tournous-Darré               | 43° 17′ 14″ nord, 0° 22′ 13″ est   |                |            |           | Chapelle Saint-Lizier de Tournous-Darré               |
| Chapelle Notre-Dame-de-la-Hourcadère de Trébons       | Trébons                      | 43° 05′ 47″ nord, 0° 07′ 36″ est   |                |            |           | Chapelle Notre-Dame-de-la-Hourcadère de Trébons       |
| Chapelle Notre-Dame de la Nativité de Labarthe        | Trouley-Labarthe             | 43° 19′ 24″ nord, 0° 14′ 11″ est   |                |            |           | Chapelle Notre-Dame de la Nativité de Labarthe        |
| Chapelle Saint-Roch de Tuzaguet                       | Tuzaguet                     | 43° 04′ 38″ nord, 0° 26′ 15″ est   |                |            |           | Chapelle Saint-Roch de Tuzaguet                       |
| U                                                     |                              |                                    |                |            |           |                                                       |
| Chapelle Pouyaspé d'Uz                                | Uz                           | 42° 57′ 27″ nord, 0° 05′ 16″ ouest |                |            |           | Chapelle Pouyaspé d'Uz                                |
| V                                                     |                              |                                    |                |            |           |                                                       |
| Chapelle Saint-Jacques de Vidouze                     | Vidouze                      | 43° 24′ 55″ nord, 0° 03′ 02″ ouest |                |            |           | Chapelle Saint-Jacques de Vidouze                     |
| Chapelle Saint-Antoine de Padoue de Vielle-Aure       | Vielle-Aure                  | 42° 49′ 47″ nord, 0° 19′ 35″ est   |                |            |           | Chapelle Saint-Antoine de Padoue de Vielle-Aure       |
| Chapelle Saint-Pierre d'Agos                          | Vielle-Aure                  | 42° 50′ 35″ nord, 0° 20′ 12″ est   | « PA00095441 » | Classé     | 1863      | Chapelle Saint-Pierre d'Agos                          |
| Chapelle Saint-Mercurial de Vielle-Louron             | Vielle-Louron                | 42° 50′ 01″ nord, 0° 24′ 19″ est   |                |            |           | Chapelle Saint-Mercurial de Vielle-Louron             |
| Chapelle de Bordes                                    | Vier-Bordes                  | 42° 59′ 52″ nord, 0° 02′ 38″ ouest |                |            |           | Chapelle de Bordes                                    |
| Chapelle Saint-Jacques de Vignec                      | Vignec                       | 42° 49′ 32″ nord, 0° 19′ 04″ est   |                |            |           | Chapelle Saint-Jacques de Vignec                      |
| Chapelle Sainte-Catherine d'Ortiac                    | Villelongue                  | 42° 57′ 02″ nord, 0° 02′ 52″ ouest |                |            |           | Chapelle Sainte-Catherine d'Ortiac                    |